# Bolin (personaggio)
Bolin (愽林T, Bó LínP) è un personaggio immaginario ed uno dei protagonisti della serie animata statunitense "La leggenda di Korra", creato da Michael Dante DiMartino e Bryan Konietzko.
È doppiato da P. J. Byrne. Bolin è in grado di manipolare l'elemento classico della terra, che è noto come "dominio della terra". Nella terza stagione, viene rivelato che è anche in grado di creare, controllare e manipolare la lava, che è una subabilità molto rara del "dominio della terra" chiamata "dominio della lava".

## Creazione e sviluppo
Il character design di Bolin, così come quello di suo fratello Mako, è stato curato da Ryu Ki-Hyun. Gli autori hanno voluto differenziare i due fratelli non solo nell’aspetto, ma anche nella personalità: Bolin, essendo il minore, ha una visione più ingenua e ottimista del mondo, mentre Mako, in quanto maggiore, è più serio e disilluso.
Durante lo sviluppo del personaggio, il design di Bolin ha subito diverse modifiche. Secondo Bryan Konietzko, l'idea iniziale per Bolin derivava dal concept originale di Toph Beifong, che inizialmente doveva essere un personaggio maschile di grande statura e dall'indole scherzosa. Quando si decise che Toph sarebbe stata invece una ragazza minuta, alcuni elementi del personaggio scartato vennero recuperati per Bolin, in particolare l’idea di un dominatore della terra con una personalità gioviale.
Bolin e Mako vivono a Città della Repubblica, una metropoli moderna situata nella Repubblica Unita. Quest’ultima fu fondata da Aang e Zuko dopo la Guerra dei Cent’anni come un luogo in cui dominatori e non-dominatori di tutte le nazioni potessero convivere in armonia. La creazione di Mako e Bolin servì anche a sottolineare i profondi cambiamenti avvenuti nei settant’anni successivi alla guerra, mostrando una società più etnicamente diversificata e culturalmente fusa. I due fratelli, infatti, sono figli di un uomo del Regno della Terra e di una donna della Nazione del Fuoco. Questa eredità si riflette nei loro poteri: Bolin è un dominatore della terra, mentre Mako ha ereditato le capacità di un dominatore del fuoco.

### Doppiaggio
Bolin è doppiato da P. J. Byrne, che ha dichiarato di essersi immedesimato nel personaggio, affermando: "Sono una persona socievole, ma anche un po' folle, e credo che sia esattamente ciò che prova il mio personaggio." Il doppiatore di Mako, invece, è David Faustino.
Durante la realizzazione dello show, agli attori veniva concessa una certa libertà nell’interpretazione. Byrne, in particolare, ricopriva il ruolo di spalla comica della serie, e molte delle sue battute erano frutto di improvvisazione.

## Apparizioni in altri media
Bolin, insieme a suo fratello Mako, compare in Republic City Hustle, il primo di tre cortometraggi dedicati ai personaggi, pubblicato da Nickelodeon in occasione della premiere della seconda stagione di La leggenda di Korra. In questo corto, vengono mostrati da giovani mentre vivono per strada e si ritrovano coinvolti nel mondo criminale sotterraneo nella Città della Repubblica.
Bolin è inoltre un personaggio giocabile nel videogioco The Legend of Korra: A New Era Begins.
Il personaggio appare anche nei romanzi The Legend of Korra: Revolution ed Endgame, che insieme adattano gli eventi della prima stagione della serie.